# Cilunculus alcicornis
Cilunculus alcicornis là một loài nhện biển trong họ Ammotheidae. Loài này thuộc chi Cilunculus. Cilunculus alcicornis được miêu tả khoa học năm 1978 bởi Stock.